# 유륭 (완향후)
유륭(劉隆, ? ~ ?)은 전한 말기의 제후로, 초사왕의 아들이다.

## 행적
원시 5년(5년), 완향후(宛鄕侯)에 봉해졌다.
완향후 융 4년(8년), 작위가 박탈되었다.

## 출전
- 반고, 《한서》 권15하 왕자후표 下

| 선대 (첫 봉건) | 전한의 완향후 5년 윤월 정유일 ~ 8년 | 후대 (전한 멸망) |